# André-Marie Ampère
André-Marie Ampère, född 20 januari 1775, död 10 juni 1836, var en fransk fysiker som allmänt ses som en av upptäckarna av elektromagnetismen. Enheten ampere som mäter elektrisk ström har fått sitt namn efter honom. En ampere är ett flöde av ca 6 triljoner elektroner per sekund (6,24 ⋅ 1018).

## Biografi

### Uppväxt
Ampère föddes lite utanför Lyon i Frankrike, nära faderns gods i Poleymieux. Han var ett underbarn som fann stor glädje i att söka kunskap redan från tidiga barnaår. Hans far, Jean-Jacques Ampère, började undervisa honom i latin, men slutade med det när han upptäckte att pojken var mer intresserad av och duktig i matematik. Senare återupptog Ampère dock sina latinstudier för att kunna läsa böcker av Euler och Bernoulli.
Han ägnade sig först åt botanik, metafysik och psykologi, innan han studerade matematik och fysik. 1796 mötte han Julie Carron och de inledde ett förhållande. De gifte sig 1799. Från omkring 1796 gav Ampère privatlektioner i Lyon i matematik, kemi och språk.

### Karriär
År 1801 flyttade Ampère till Bourg-en-Bresse som professor i fysik och kemi och lämnade sin sjuka fru och sin lille son Jean Jacques Ampère i Lyon. Hans fru dog 1804 och Ampère återhämtade sig aldrig efter det. Samma år utsågs han till professor i matematik vid Lyons lycée. Jean Baptiste Joseph Delambre rekommenderade honom för tillsättningen i Lyon, och senare (1804) till en underordnad position vid École Polytechnique i Paris, där han utnämndes till professor i matematik 1809. Därefter blev han professor i fysik vid Collège de France. År 1808 blev han också generalinspektör för universitetet och undervisade dessutom i filosofi vid den historisk-filosofiska fakulteten.
Den 1 september 1820 blev Ampère genom François Arago uppmärksam på Hans Christian Ørsteds försök att avleda en magnetnål med elektrisk ström. Från den 18 september till den 2 november samma år kunde han i på varandra följande experiment bevisa att två strömgenomförande ledare utövar dragningskraft på varandra, om strömriktningen är densamma i båda ledarna, och att de utövar bortstötningskraft på varandra, om strömriktningarna är motriktade mot varandra. Ampère förklarade begreppen elektrisk spänning och elektrisk ström och fastställde strömriktning.
Vid sidan av grundandet av elektrodynamiken uppfann Ampère principen för elektrisk telegrafi, som första gången användes av Carl Friedrich Gauss och Wilhelm Eduard Weber i Göttingen. Ampère trodde att jordens magnetfält utlöstes genom starka elektriska strömmar, som flyter från öster till väster i jordskorpan. 
Han sysselsatte sig också med filosofiska undersökningar och framställde ett försök att systematisera alla vetenskaper i arbetet Essai sur la philosophie des sciences (1834). 
Ampère blev ledamot av Franska vetenskapsakademin 1814, och invaldes 1828 som utländsk ledamot av Kungliga Vetenskapsakademien. Han var också korresponderande medlem av flera andra utländska akademier. Hans namn tillhör de 72 som är ingraverade på Eiffeltornet.
Han dog i Marseille och är begravd på Montmartrekyrkogården i Paris.

## Eftermäle
Asteroiden 10183 Ampère är uppkallad efter honom, så även berget Mons Ampère på månen.